# Архангельск (Пензенская область)
Архангельск — село в Пачелмском районе Пензенской области. Входит в состав Черкасского сельсовета.

## География
Находится в западной части Пензенской области на расстоянии приблизительно 25 км на северо-запад от районного центра посёлка Пачелма.

## История
В 1684 году Василию Сафаровичу Кугушеву пожалован здесь земельный участок. В 1728 году Василий продал поместье брату Лариону, отсюда второе название Ларионовка. Село входило с 1780 году в состав Верхнеломовского, с 1797 году — Керенского уездов. В 1795 году село Верхнеломовского уезда, за Елизаветой Алексеевной Ронцовой, у неё 131 двор крепостных крестьян. В 1734 году построен каменный храм во имя Архангела Михаила. Перед отменой крепостного права показано за Петром Алексеевичем Ронцовым. В 1864 году в селе отмечались церковь, сельское училище, волостное правление, поташный и дегтярный заводы, 3 мельницы. Церковь соединялась подземным ходом с барским домом, а с разрешения Екатерины II на кресте колокольни была помещена императорская корона. В 1911 году — село Архангельское, центр Архангельской волости Керенского уезда, 172 двора, церковь, церковноприходская школа, медицинский пункт, водяная мельница, 2 кузницы, 6 лавок. В 1955 году — колхоз имени Ильича. В 2004 году — 111 хозяйств.

## Население
| 1796 | 1864 | 1877 | 1897 | 1911 | 1926  | 1930  |
| ---- | ---- | ---- | ---- | ---- | ----- | ----- |
| 800  | ↗872 | ↘743 | ↗834 | ↗913 | ↗1009 | ↗1086 |
| 1939 | 1959 | 1979 | 1989 | 1996 | 2002  | 2010  |
| ↘634 | ↗648 | ↘419 | ↘297 | ↘283 | ↘248  | ↘194  |

аселение составляло 248 человек (русские 98 %) в 2002 году.